# Alpo (mitologia)
Nella mitologia greca, Alpo dal greco Ἄλπος era il nome di uno dei Giganti, figlio di Gea, dea della terra.

## Il mito
Alpo era dotato di molteplici forti braccia e in testa aveva cento vipere. Viveva in Sicilia terrorizzando chiunque osasse avvicinarsi alle gole dei monti Peloritani. Prima uccideva i malcapitati schiacciandoli con un sasso e poi banchettava con ciò che ne rimaneva. La sua casa non era avvicinata nemmeno dalle ninfe né dallo stesso Pan.

### La morte
Un giorno Dioniso venne a fargli visita, ma subito il gigante usò tutte le braccia per lanciargli contro fusti di alberi e difendersi con una grossa pietra, ma venne sopraffatto e scaraventato in mare.

### Fonti
- Nonno di Panopoli, Dionisiache

### Moderna
- Anna Ferrari, Dizionario di mitologia ISBN 88-02-07481-X